# Phontastic
Phontastic was een Zweeds platenlabel, dat voornamelijk jazz (en wat klassieke muziek) uitbracht. Het begon zijn activiteiten in 1975, de eerste release was een album van het kwartet van Ove Lind. In de jaren erna kwamen platen uit van onder meer Bengt Hallberg, Nils Jolinder, Arne Domnérus, George Riedel, Visby Big Band, Bob Wilber, Kenneth Arnström, Monica Zetterlund, Alice Babs, Roy Eldridge, Duke Ellington, Count Basie, Willie Cook en Artie Shaw. Het label was tot eind jaren tachtig actief.